# General Standard
Der General Standard ist ein Börsensegment, das alle an der Börse Frankfurt notierten Aktien des gesetzlich geregelten Regulierten Marktes umfasst, die nicht die Zulassungskriterien für den Prime Standard erfüllen. Es gelten die Zulassungs- und Folgepflichten des Regulierten Marktes.
Der Performanceindex General All-Share (ISIN DE000A0S3CV0, WKN A0S3CV) bildet die Wertentwicklung dieses Börsensegments ab.

## Geschichte
Zum Ende des Jahres 2007 waren 350 Unternehmen im General Standard gelistet. Außerdem gab es 404 Unternehmen, die zu dem Zeitpunkt im Prime Standard gelistet waren. Im Juli 2012 waren 253 Unternehmen im General Standard gelistet. Bis Ende Januar 2016 sank die Zahl der im General Standard notierten Unternehmen auf 156 (darunter 142 deutsche und 14 ausländische Gesellschaften).

## General Standard vs. Entry Standard
Aufgrund der gesetzlichen Regeln gibt es im General Standard höhere Transparenzanforderungen als im Entry Standard. Nach Umsetzung der Transparenzrichtlinie-Änderungsrichtlinie vom 20. November 2015 haben sich die Unterschiede ein wenig angenähert:
- Jahresberichte müssen spätestens 4 Monate nach Ultimo veröffentlicht werden (6 Monatsfrist beim Entry Standard)
- Halbjahresberichte müssen spätestens 3 Monate nach Ultimo veröffentlicht werden (3 Monatsfrist beim Entry Standard)
- In beiden Segmenten müssen keine Zwischenmitteilungen abgegeben werden
- Ad-hoc-Publizitätspflicht (WpHG)
- Offenlegung von Eigengeschäften von Führungskräften (MMVO)
- Mitteilung zu Meldeschwellen (WpHG)
- Pflichtangebot bei Kontrollwechsel
- Entry Standard=5.000 EUR/Jahr; General Standard=7.500 EUR/Jahr

Ebenfalls gibt es bereits höhere Zulassungsanforderungen:
- Mindestens 25 % der Aktien müssen im Streubesitz sein
- Das Unternehmen muss seit mindestens 3 Jahren bestehen
- Es besteht eine generelle Prospektpflicht

Während bei der Zulassung zum Entry Standard ein Skontroführer benannt werden muss, wird dieser bei der Zulassung zum General- und Prime Standard automatisch von der Börse bestimmt.